# Rafał Blechacz
Rafał Blechacz (Nakło nad Notecią, Polonia, 30 de junio de 1985) es un pianista polaco, conocido por sus interpretaciones de las obras de Frédéric Chopin.
El 21 de octubre de 2005, se convirtió en el único destinatario de los cinco primeros premios de la XV Concurso Internacional de Piano Frédéric Chopin de Varsovia, consiguiendo el Primer Premio y los premios a la mejor interpretación de polonesa, mazurca, sonata y concierto. Uno de los jueces, el distinguido pianista irlandés John O'Conor, dijo: "Es uno de los más grandes artistas que he tenido la oportunidad de escuchar en toda mi vida", según PBS. Blechacz fue el primer polaco en ganar el premio (otorgado cada cinco años) desde 1975, cuando ganó Krystian Zimerman. 
Blechacz completó su educación secundaria en el Conservatorio Nacional Arthur Rubinstein, en Bydgoszcz, y en el año 2007 terminó sus estudios musicales en la Academia de Música en Bydgoszcz con Katarzyna Popowa-Zydroń. También es ganador del segundo premio en el Concurso de Piano Artur Rubinstein in Memoriam de Bydgoszcz (2002), IV Concurso Internacional de Piano de Hamamatsu (2003), y ganador del Gran Premio en el Concurso Internacional de Piano de Marruecos en 2004. 
Su primer CD, una grabación de los Preludios completos de Chopin junto con los dos Nocturnos op. 62, fue lanzado por Deutsche Grammophon en abril de 2008, suscitando una gran aceptación por parte del público y de la crítica, y alcanzando los primeros puestos en las listas de ventas de Polonia.